# Catharina Elisabeth Goethe

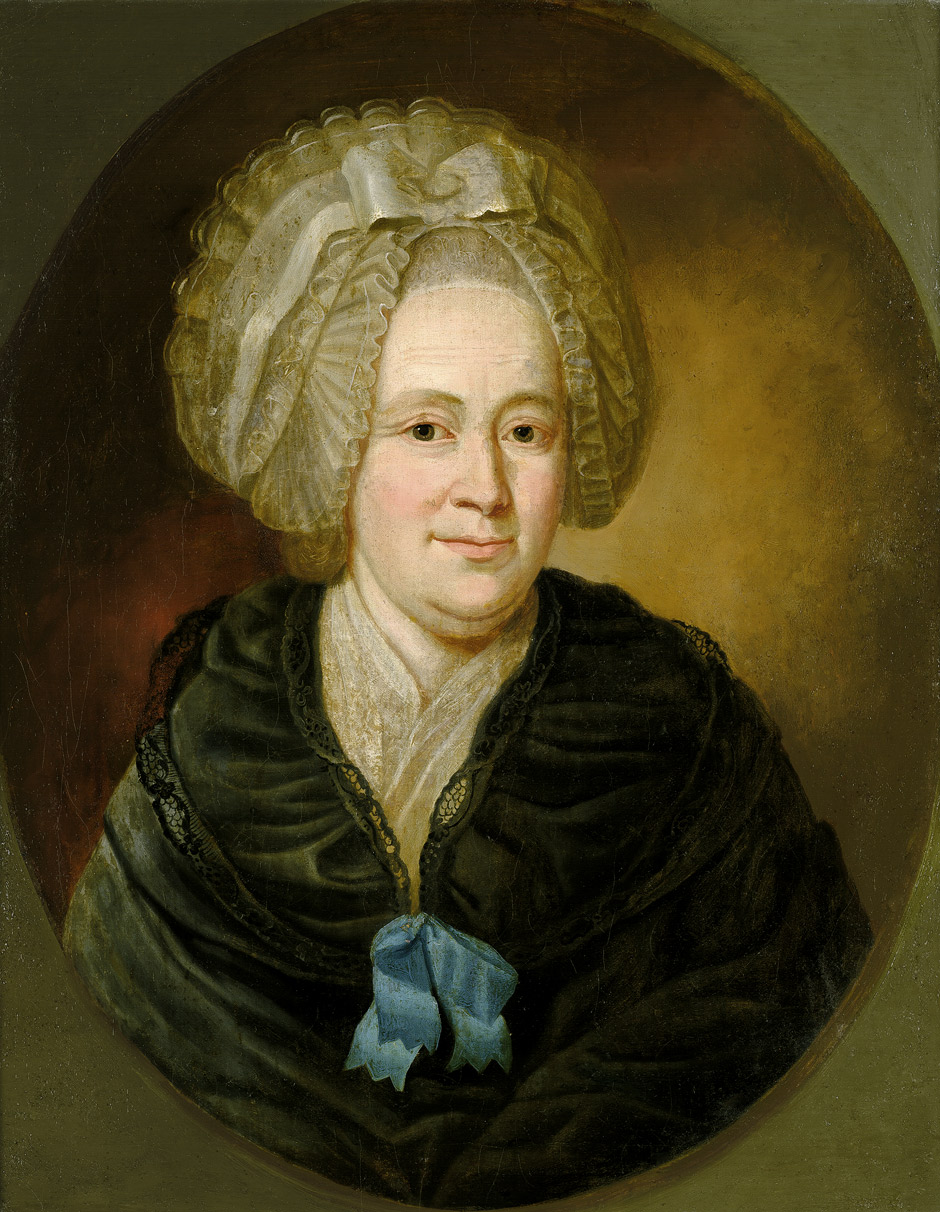
Catharina Elisabeth Goethe

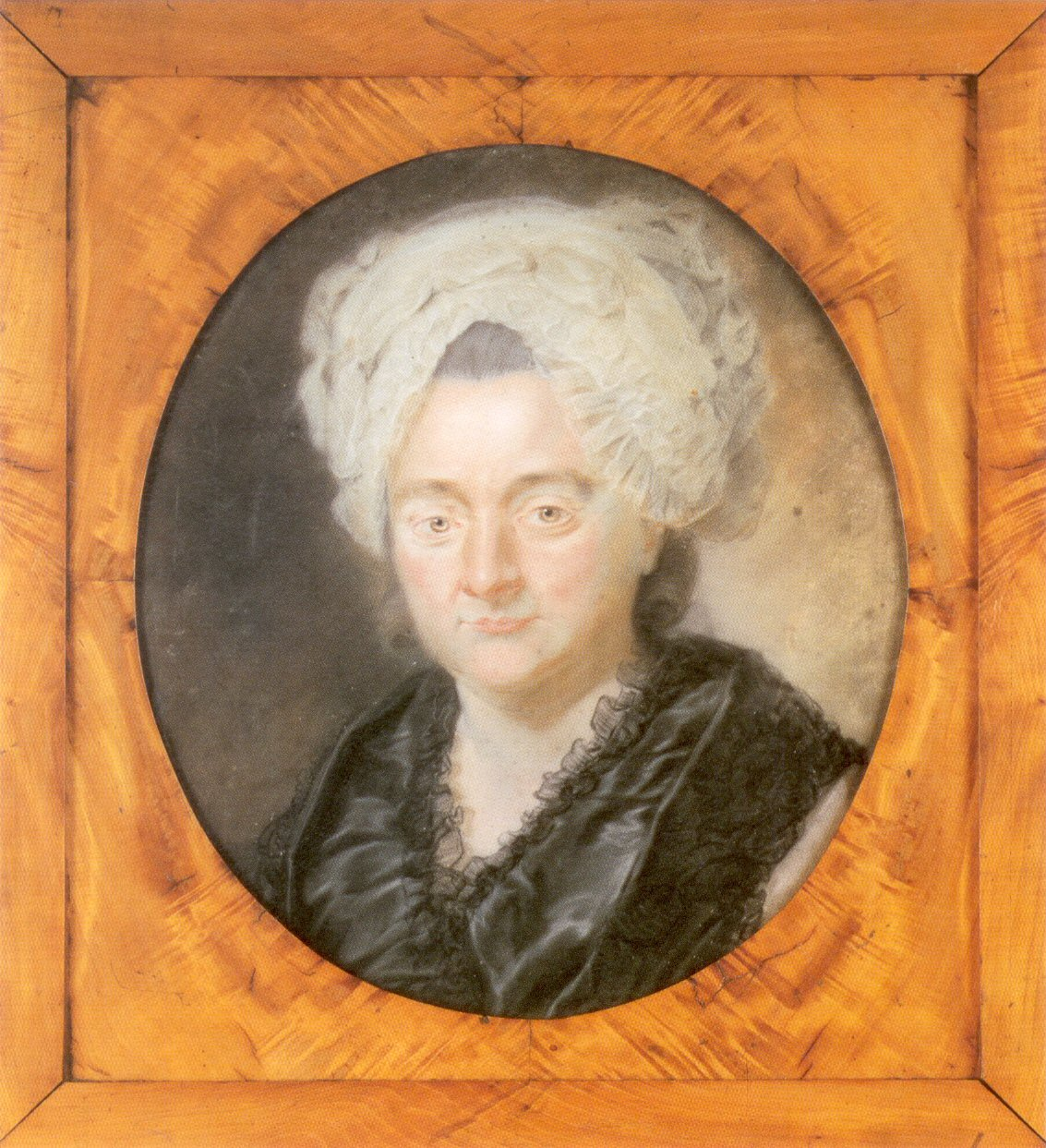
Porträt von Georg Oswald May (1776)

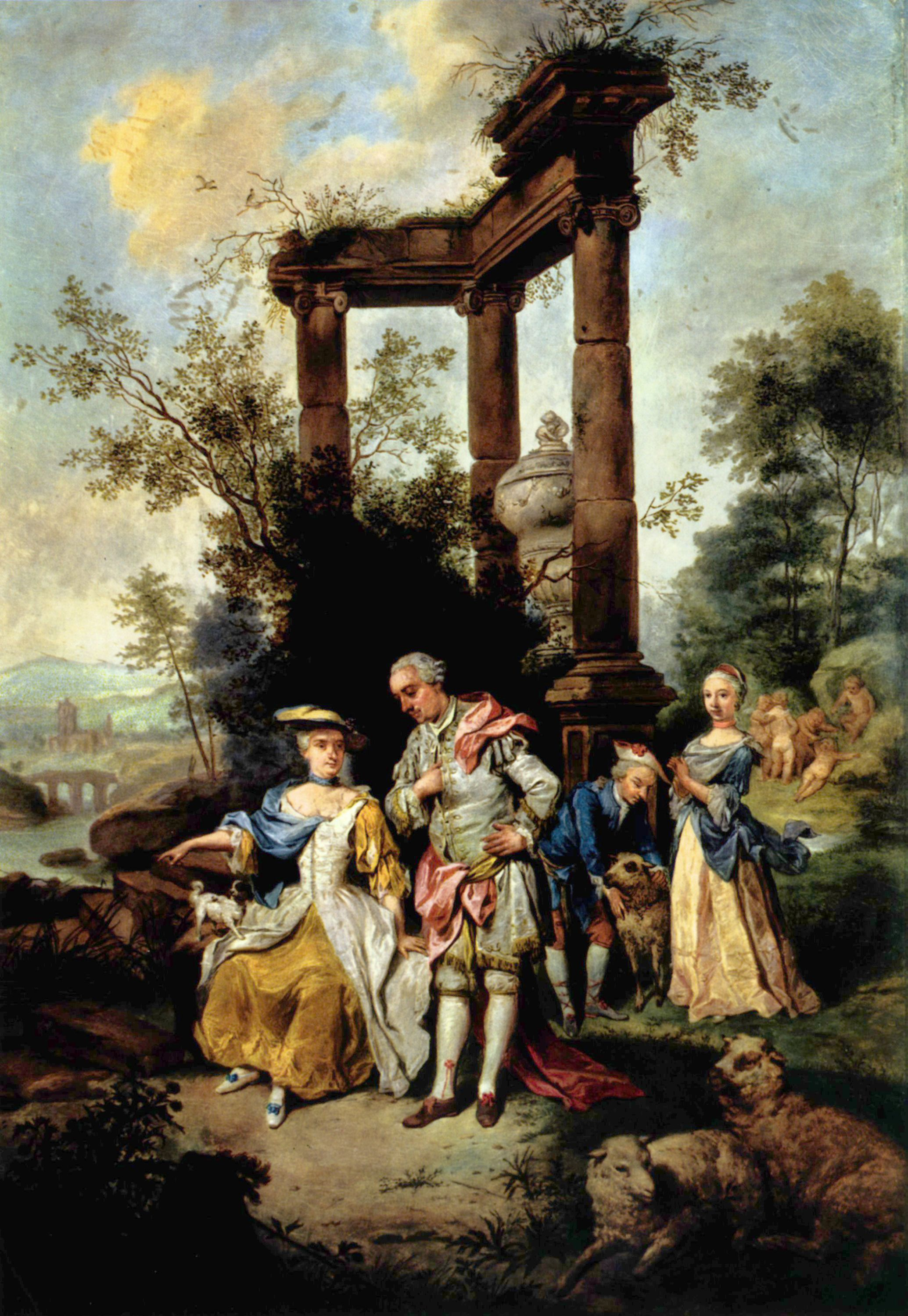
Familie Goethe in Schäfertracht, Catharina Elisabeth ganz links (Johann Conrad Seekatz 1762)

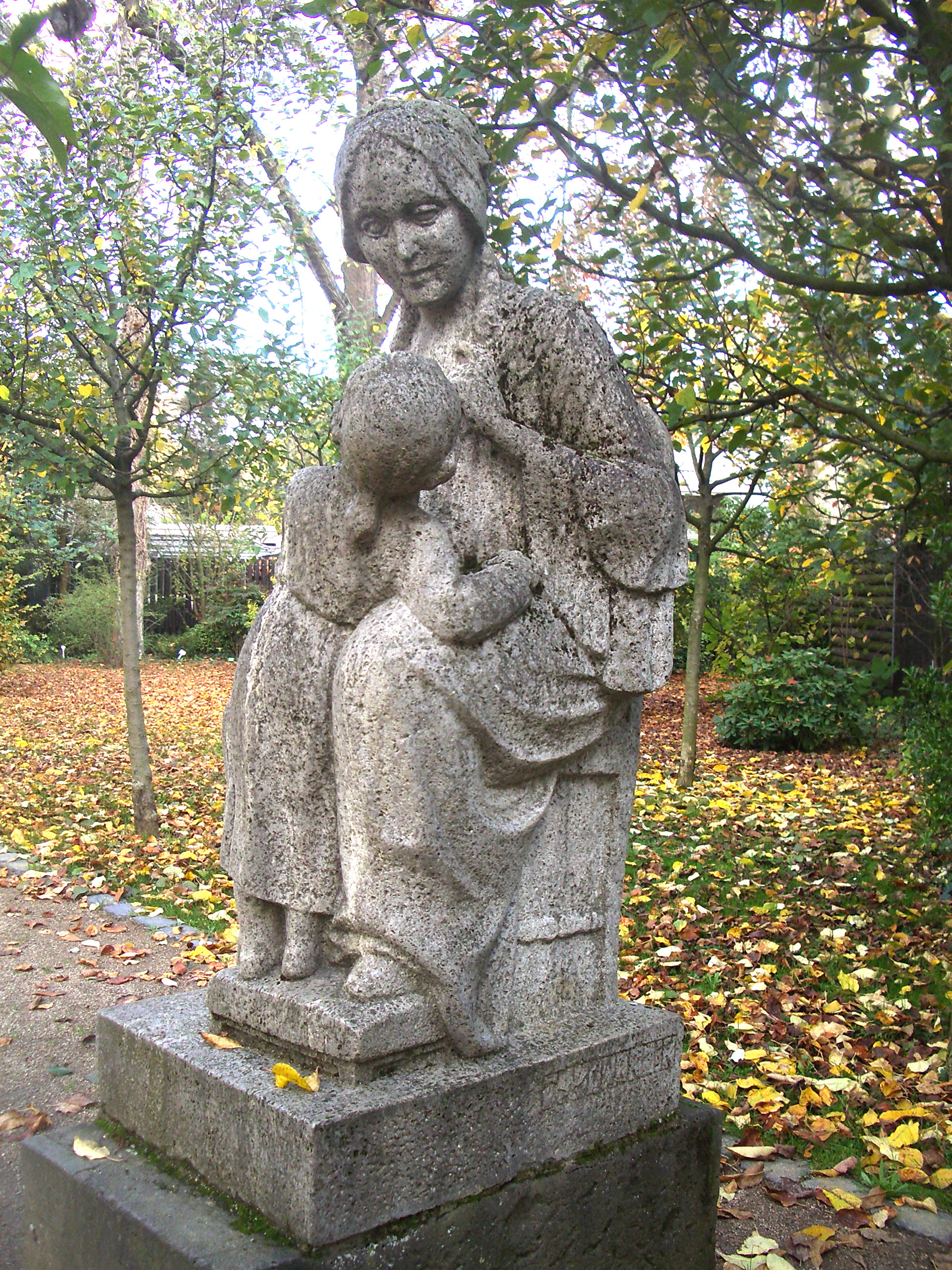
Denkmal für Catharina Elisabeth Goethe im Frankfurter Palmengarten

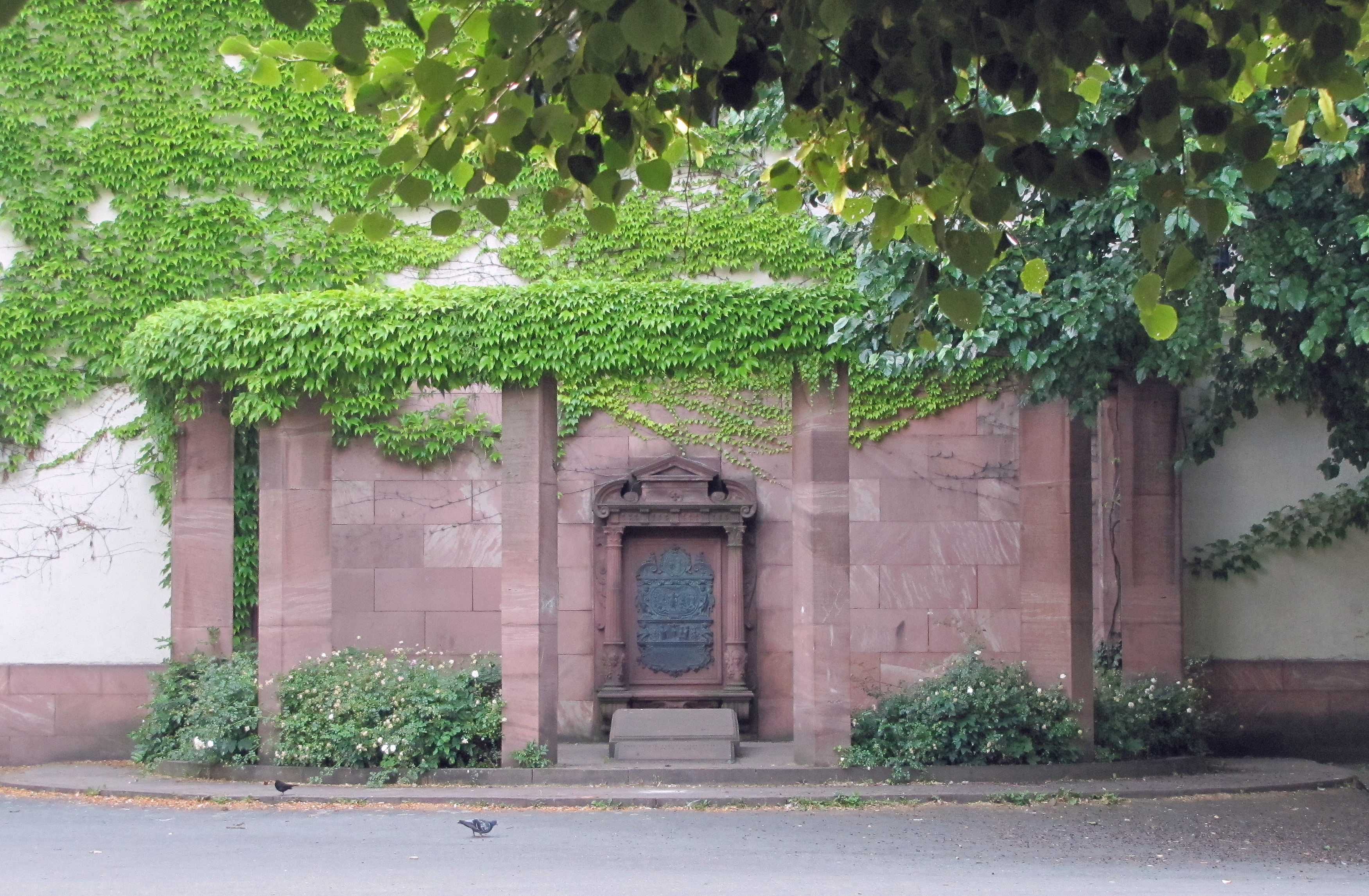
Grab an der Peterskirche

Catharina Elisabeth Goethe (* 19. Februar 1731 in Frankfurt am Main; † 13. September 1808 ebenda; gebürtige Textor) war die Mutter von Johann Wolfgang von Goethe. Sie war auch bekannt unter ihrem Spitznamen Frau Aja sowie als Frau Rat unter dem Titel ihres Ehemanns.

## Leben
Sie war die älteste Tochter von Johann Wolfgang Textor (1693–1771) und seiner Frau Anna Margaretha Lindheimer (1711–1783), Tochter des Juristen Cornelius Lindheimer (1671–1722). Die Textors (latinisiert aus Weber) stammten aus dem Hohenloher Land und waren seit zwei Generationen in Frankfurt ansässig. Sie waren erfolgreiche Juristen; Johann Wolfgang Textor hatte, obwohl er nicht zu den eingesessenen Patrizierfamilien gehörte, Karriere als Ratsherr, Schöffe und Bürgermeister gemacht. 1743 zum wirklichen kaiserlichen Rat ernannt, wurde er 1747 Reichs-, Stadt- und Gerichtsschultheiß. Dies war der höchste Beamtenposten, den die Stadt zu vergeben hatte. Der Stadtschultheiß war Leiter des Justizwesens der Stadt auf Lebenszeit.
Seine Tochter erhielt, wie es damals üblich war, keine umfassende Ausbildung, sondern wurde frühzeitig standesgemäß verheiratet. Am 20. August 1748 heiratete Catharina Elisabeth 17-jährig den damals 38-jährigen wirklichen kaiserlichen Rath Johann Caspar Goethe im Gartenhaus ihres Onkels Johann Michael von Loën, etwas außerhalb der Stadt am nördlichen Mainufer gelegen. Die Trauung vollzog der Pfarrer der Katharinenkirche, Johann Philipp Fresenius. Der älteste Sohn, Johann Wolfgang, den sie ihren „Hätschelhans“ nannte, wurde am 28. August 1749 geboren. In der Korrespondenz mit Goethes Mutter hatte die Herzogin Anna Amalia diese Bezeichnung ständig adoptiert. Ihm folgten sechs weitere Kinder, von denen nur die 1750 geborene Cornelia das Erwachsenenalter erreichte.
Catharina Elisabeth Goethe wird als eine geistreiche und warmherzige Frau beschrieben. In ihren über 400 erhaltenen Briefen zeigte sie sich witzig und selbstbewusst. Sie pflegte zahlreiche Freundschaften, so zu Bettina von Arnim, und war der Mittelpunkt eines gastfreundlichen Haushaltes. Die Grafen Friedrich und Leopold zu Stolberg nannten sie die Frau Aja oder Mutter Aja, nach der Mutter der vier Haimonskinder aus dem gleichnamigen Volksbuch. Dieser Spitzname blieb ihr zeitlebens erhalten.
Alle Quellen heben besonders ihre Fähigkeit hervor, dem Leben stets das Beste abzugewinnen. Johann Wolfgang Goethe schrieb über seine Eltern:
Vom Vater hab ich die Statur,

Des Lebens ernstes Führen,

Vom Mütterchen die Frohnatur

Und Lust zu fabulieren.
Sie selbst schrieb 1785 an ihre Freundin Charlotte von Stein: „Zwar habe ich die Gnade von Gott, daß noch keine Menschenseele mißvergnügt von mir weggegangen ist – weß Standes, alters und Geschlecht sie auch geweßen ist – Ich habe die Menschen sehr lieb.“
Von ihrem Tod ist überliefert, dass sie sich noch auf dem Sterbebett um jedes Detail für ihren eigenen Leichenschmaus kümmerte. Einem Dienstmädchen, das die Einladung zu einer Gesellschaft überbrachte, antwortete sie: „Richten Sie nur aus, die Rätin kann nicht kommen, sie muß alleweil sterben!“
Doch auch die Einsamkeit der Catharina Elisabeth ist überliefert und manifestiert sich in ihrem berühmten Brief vom 28. August 1808 an die junge Freundin Bettina Brentano. In den Briefen an die eigene Familie erscheint sie dagegen als „rollenhaft immer gute Mutter, Schwiegermutter, Großmutter“.
Sie wurde auf dem Peterskirchhof im Familiengrab der Textors beigesetzt. Ihr Grab befindet sich heute auf dem Schulhof der Liebfrauenschule. Zu ihrem 100. Todestag stifteten Frankfurter Frauen ein marmornes Denkmal im Palmengarten, das sie in idealisierter Form als liebevolle Mutter mit ihrem kleinen Sohn Johann Wolfgang zeigt.
1876 wurde Frankfurts erste höhere Schule für Mädchen ihr zu Ehren Elisabethenschule genannt.

### Biographisches
- Jürgen Behrens: Goethe, Johann Caspar und Katharina Elisabeth, geb. Textor. In: Wolfgang Klötzer (Hrsg.): Frankfurter Biographie. Personengeschichtliches Lexikon. Erster Band. A–L (= Veröffentlichungen der Frankfurter Historischen Kommission. Band XIX, Nr. 1). Waldemar Kramer, Frankfurt am Main 1994, ISBN 3-7829-0444-3, S. 257–261.
- Eva Demski: »Vergnügt wie eine Göttin« – Die Frau Rat Goethe. In: Hans Sarkowicz (Hrsg.): Die großen Frankfurter. 2. Auflage. Insel Verlag, Frankfurt am Main/Leipzig 1994, ISBN 3-458-16561-4, S. 69–77.
- Wilhelm Flitner: Goethe, Catharina Elisabeth, geborene Textor. In: Neue Deutsche Biographie (NDB). Band 6, Duncker & Humblot, Berlin 1964, ISBN 3-428-00187-7, S. 545 f. (Digitalisat).
- Richard Friedenthal: Goethe – sein Leben und seine Zeit (= Piper. Band 248). 19. Auflage (9. Auflage der Neuausgabe 1982). Piper, München/Zürich 1995, ISBN 3-492-10248-4 (EA: 1963).
- Dagmar von Gersdorff: Goethes Mutter (= Insel-Taschenbuch. Band 2925). 5. Auflage. Insel Verlag, Frankfurt am Main/Leipzig 2015, ISBN 978-3-458-34625-8.
- Doris Hopp, Wolfgang Bunzel: Catharina Elisabeth Goethe. Mit einem Beitrag von Ulrike Prokop. Freies Deutsches Hochstift/Frankfurter Goethe-Museum, Frankfurt am Main 2008, ISBN 978-3-9811109-5-1.
- Ulrike Prokop: Die Freundschaft zwischen Katharina Elisabeth Goethe und Bettina Brentano – Aspekte weiblicher Tradition. In: Vorträge aus der Frankfurter Frauenschule. Facetten feministischer Theoriebildung. Materialband 2. Hrsg.: Verein Sozialwissenschaftliche Forschung und Bildung für Frauen – SFBF e. V. Selbstverlag, Frankfurt am Main 1987, DNB 901179582.

### Ausgaben ihrer Briefe
- Albert Köster: Die Briefe der Frau Rath Goethe. Gesammelt und herausgegeben von Albert Köster. 8. Auflage. Insel-Verlag, Leipzig 1968, DNB 456776109 (EA: 1904).
- Ernst Beutler: Goethe – Briefe aus dem Elternhaus (= Insel-Taschenbuch. Band 1850). Erweiterte Frankfurter Ausgabe, 1. Auflage. Insel Verlag, Frankfurt am Main 1997, ISBN 3-458-33550-1 (EA: 1960).
- Jürgen Fackert (Hrsg.): Catharina Elisabetha Goethe: Briefe an ihren Sohn Johann Wolfgang, an Christiane und August von Goethe (Reclams Universal-Bibliothek. Band 2786/2789). Reclam, Stuttgart 1971, ISBN 3-15-002786-1.
- Joachim Seng (Hrsg.): Briefe der Frau Rat Goethe (= Insel-Bücherei. Nr. 1509). Insel Verlag, Berlin 2022, ISBN 978-3-458-19509-2.

### Belletristik
- Hedwig Bleuler-Waser: Mutter Ajas Geburtstag. Lustspiel in drei Akten. In: Die Schweiz – schweizerische illustrierte Zeitschrift. Band 13 (1909), ZDB-ID 382785-9, S. 81–87 (doi:10.5169/seals-572318), S. 101–104 (doi:10.5169/seals-572502) und S. 124–128 (doi:10.5169/seals-572692).
- Paul Wertheimer: Die Frau Rat, Komödie in drei Akten, UA: Wien 1920 (Theater an der Wien).